# هادي نهر
هادي نهر (1943 - ) هو كاتب وباحث لغوي عراقي، من مواليد مدينة بغداد، حاصل على الدكتوراه من جامعة القاهرة عام 1974، وعمل أستاذاً في الجامعة المستنصرية منذ عام 1994، وهو عضو الجمعية المعجمية العربية في تونس، وعضو اتحاد الأدباء والكتاب في العراق، وعضو اتحاد المؤرخين العرب.

## مؤلفاته
1. إبراهيم الحضراني: الإنسان والشاعر
2. الإتقان في النحو وإعراب القرآن
3. الأساس في فقه اللغة العربية وأرومتها
4. البحر وأعاليه: الشاعر نادر هدى بعيون مغاربية
5. البحوث اللغوية والأدبية: الاتجاهات، والمناهج، والإجراءات.
6. التراكيب اللغوية
7. التسهيل في شرح ابن عقيل: دروس وتطبيقات
8. التفسير اللغوي الاجتماعي للقراءات القرآنية
9. الشرح المعاصر لكتاب سيبويه
10. الصرف الوافي: دراسات وصفية تطبيقية
11. اللسانيات الاجتماعية عند العرب
12. اللغة العربية وتحديات العولمة
13. المتنبي: شعر الحماسة والحكمة
14. المضامين الإنسانية و التشكيلات اللغوية في شعر نادر هدى
15. النحو الوظيفي التطبيقي وفقًا لمقرّرات النحو العربي في المعاهد والجامعات العربيّة الدراسات الأوليّة والعليا
16. النيابة النحوية من خلال القرآن الكريم: أنماطها ودلالاتها
17. تحقيق المخطوطات والنصوص ودراستها: المناهج والقواعد والإجراءات
18. حضرموت والقصائد العاشقة: دراسات نقدية لغوية في الشعر اليمني المعاصر
19. دراسات في الأدب والنقد: ثمار التجربة
20. ديوان هادى الحمدانى: الأعمال الكاملة
21. شرح التعريف بضروري التصريف لابن إياز المتوفى سنة 681 ھ على ابن مالك المتوفى سنة 672 ھ
22. شرح اللمحة البدرية في علم اللغة العربية
23. عدن وأناشيد البحر
24. مع المتنبي في شعره الحربي
25. نحو الخليل من خلال معجمه